# クラウディア・ルスカ
クラウディア・ルスカ（Claudia Rusca, 1593年  –  1676年10月6日）は17世紀イタリアの作曲家・声楽家・オルガニスト。ブレラ聖カテリーナ修道院に属する修道女であった。
自宅で音楽を学んだ後、修道院で最後の誓願を立てた。《1声から5声までのための教会コンチェルトと詩篇唱、カンツォーナ（イタリア語: Sacri concerti à 1–5 con salmi e canzoni francesi）》（1630年、ミラノ）を、おそらくは女子修道院や、同様の女性団体での使用のために作曲した。唯一知られた写譜は、1943年にミラノ・アンブロジオ図書館の火災によって焼失した。 